# Francesc Perelló i Picchi
Francesc Perelló i Picchi (Barcelona, 4 de desembre de 1917 - Barcelona, 9 de març de 2003) fou un directiu esportiu català. Fill i pare de directius del Reial Club Deportiu Espanyol, es va fer soci del club el 1932. Del 1950 al 1956 va ser-ne directiu i va arribar a vicepresident primer del club el 1952. Home clau en la compra de l'estadi de Sarrià, va romandre en el càrrec fins al 1993, quan va passar a ocupar la presidència del club fins al 1997, any en què va rebre la Medalla d'Honor de Barcelona.
El 1993 va ser guardonat amb la Medalla de Forjador de la Història Esportiva de Catalunya.